# Зона сплошного огня

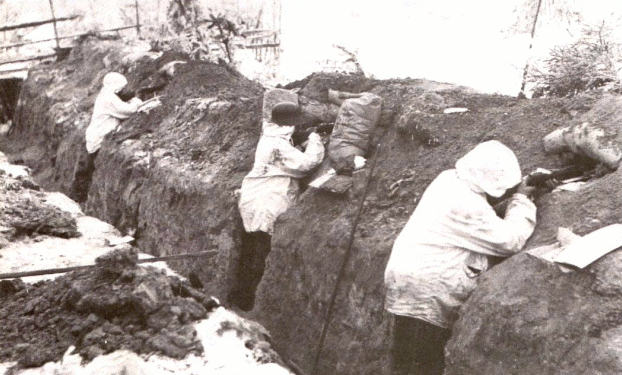
Финские солдаты на огневых позициях линии Маннергейма
(декабрь 1939 года)

Зона сплошного огня — участок местности, который заблаговременно подготовлен или назначен в ходе боя для ведения по нему эффективного огневого воздействия из всех имеющихся видов вооружения для уничтожения наступающих порядков противника.
Как правило, зона сплошного огня назначается перед передним краем обороны, в промежутках между подразделениями, на флангах, иногда, для уничтожения прорвавшегося противника — в глубине обороны.